# Mount Feathertop
Der Mount Feathertop liegt im australischen Alpine National Park im Bundesstaat Victoria. Mit einer Gipfelhöhe von 1.922 m ist er der zweithöchste Berg des Staates. Von Juni bis September ist er üblicherweise schneebedeckt. Anders als seine Nachbarberge besitzt der Mount Feathertop steile Gipfelhänge.
Seine Nähe zum Skigebiet um den Mount Hotham führt dazu, dass er ein beliebtes Ziel für Tourenskifahrer ist. Entlang des Gipfelkamms entsteht im Winter eine Wechte. Ihr Einsturz hat schon zu Todesfällen von Leuten, die auf ihr standen, geführt. Altschnee, der im Frühjahr in den Gipfelrinnen verbleibt, sieht wie Federn aus – daher der Name des Berges (dt.: Federgipfel).

## Geschichte
Der Mount Feathertop erhielt 1851 von Jim Brown und Jack Wells, Viehhirten von der Station Cobungra, seinen Namen. Sie waren die ersten Leute, die die Bogong High Plains systematisch erforschten.
Dr. (später Baron) Ferdinand von Mueller war der Erstbesteiger des Berges. Er wusste nicht, dass der Berg bereits einen Namen bekommen hatte und schlug vor, ihn Mount La Trobe (nach Charles La Trobe, damals Gouverneur von Victoria und von Muellers Arbeitgeber) zu benennen. Mitglieder des Bright Alpine Club führten im September 1889 die erste Winterbesteigung durch.
1906 legte man einen Steig von Harrietville aus an, der dem bereits existierenden Bungalow Spur Track folgte. Auf einer flachen Stelle unterhalb der Baumgrenze baute man an diesem Weg auch einen einfachen Unterstand. 1912 wurde dieser Unterstand durch die Feathertop Hut ersetzt.

## Vegetation
Riesen-Eukalyptus-Wälder bedecken die unteren Hänge des Mount Feathertop bis zu einer Höhe von etwa 1.000 m. Weiter oben dominiert der Schnee-Eukalyptus. Oberhalb der Baumgrenze, die bei etwa 1.800 m liegt, findet man vorwiegend alpines Busch- und Grasland.

## Aufstiege

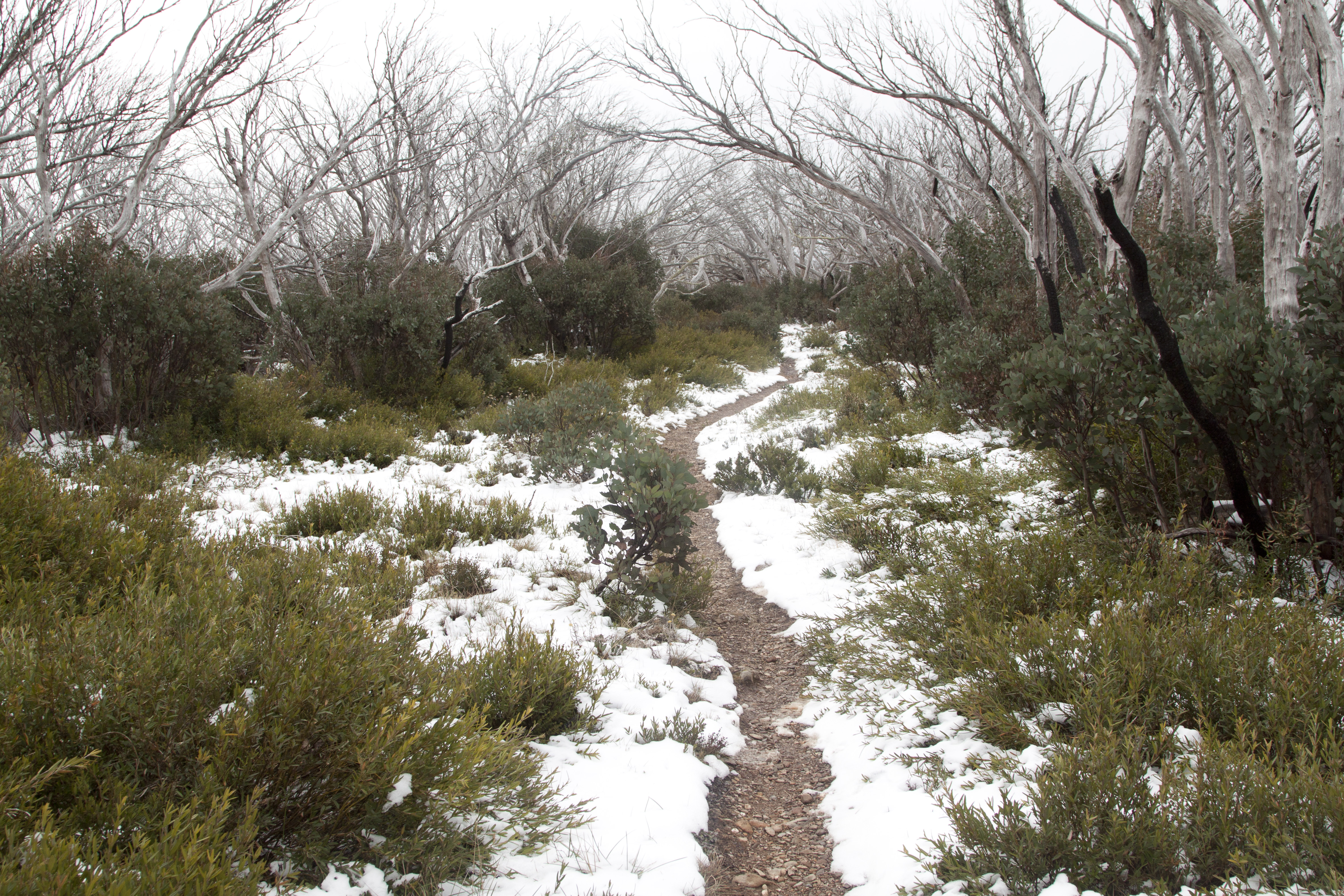
Schnee auf dem Bungalow Spur Track nahe der Federation Hut

Die Aufstiegswege zum Mount Feathertop sind:
- Razorback North Track
- Razorback South Track
- Bon Accord Track
- Bungalow Spur Track
- North-West Spur Track (Tom Kneen Track)
- Diamantina Spur Track

Nach Waldbränden war teilweise auch der Aufstieg über den East Ridge Track, den North-East Spur Track und den Champion Spur Track möglich, aber zwischenzeitlich sind diese Wege wieder zugewachsen und werden selten benutzt.

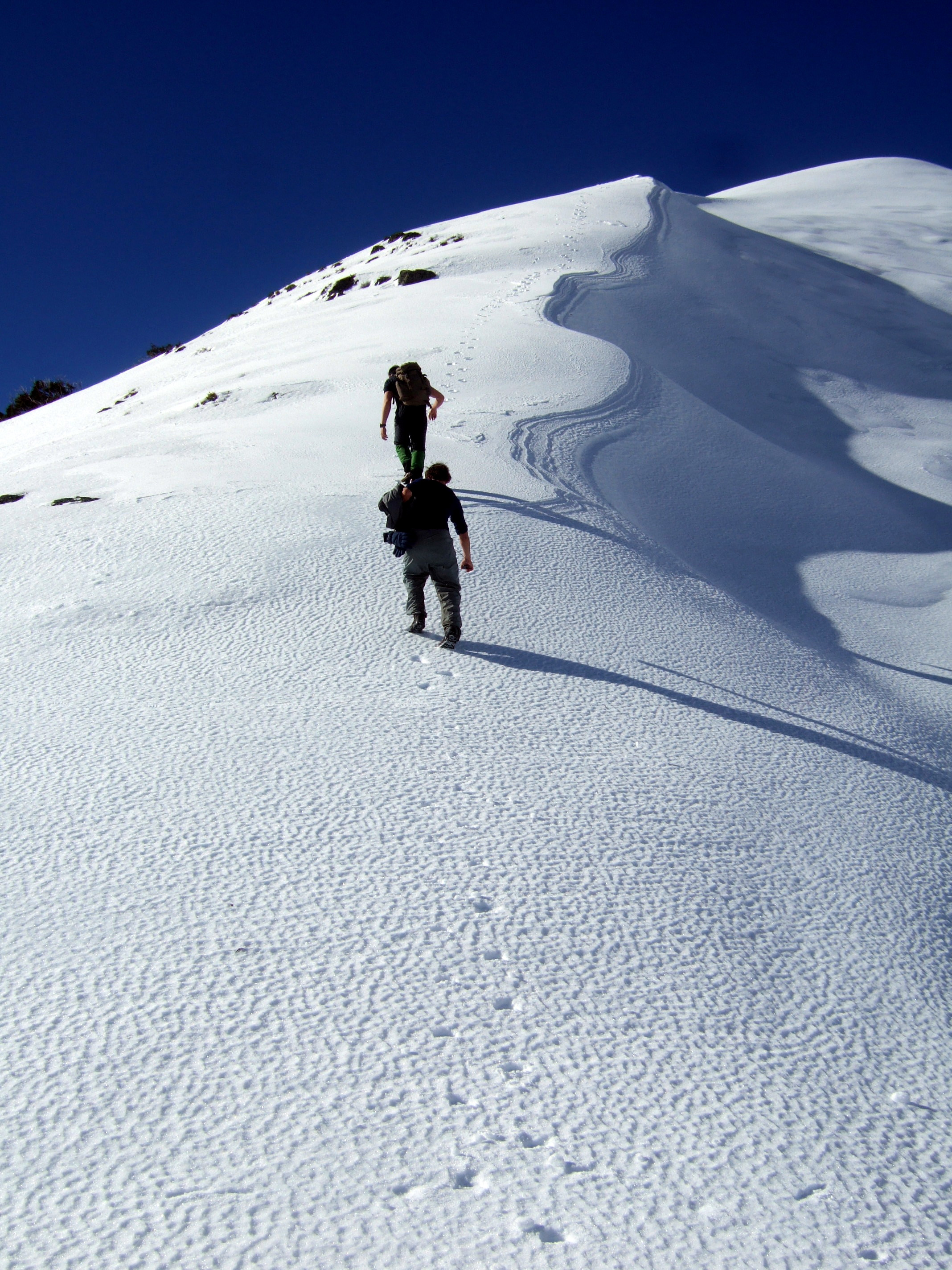
Gipfelaufstieg von der Hütte des Melbourne University Mountaineering Club im Winter

Die kürzeste und leichteste Aufstiegsroute führt über den North Razorback Track, führt aber sehr ausgesetzt auf einem Grat entlang und ist bei schlechtem Wetter gefährlich. Im Sommer kann man mit dem Auto bis auf 4 km an den Berg heranfahren, aber im Winter ist diese Straße geschlossen, sodass die Länge des Wanderweges 7,3 km beträgt.
Der South Razorback Track ist im Sommer sehr beliebt, aber auch im Winter eine aussichtsreiche Skitour. Er beginnt an der Diamantina Hut an der Great Alpine Road in der Nähe des Skigebietes von Mount Hotham. Der Weg ist sehr flach, aber bei schlechtem Wetter kann er auch gefährlich sein. Auf diesem Weg ist der Gipfel nach 11 km erreicht.
Der Bon Accord Spur Track beginnt in Harrietville und führt zum Razorback hinauf, wo er beim Big Dipper, ca. 1,5 km von der Diamantina Hut entfernt, auf den South Razorback Trail trifft.
Der Bungalow Spur Track beginnt ebenfalls in Harrietville auf einer Höhe von 480 m. Er wurde für Packpferde zur Versorgung des Feathertop Bungalow angelegt und steigt langsam und kontinuierlich 9 km weit bis zur Federation Hut an. Von dort führt er weitere 2 km weiter bis zum Gipfel. Auf dem Weg dorthin nimmt er den North Razorback Track, den South Razorback Track und den North-West Spur Track auf.
Der Tom Kneen Track entlang des Nordwestgrates ist steil und schwierig zu begehen. Er beginnt bei Stony Creek und erreicht nach 7,5 km die Hütte des Melbourne University Mountaineering Club. Von dieser Hütte aus führt er über die Westflanke des Berges und trifft auf die Wege von der Federation Hut zum Gipfel. Diese Route wurde nach einem Skifahrer benannt, der 1985 am Mount Feathertop durch einen Lawinenabgang starb.
Der Diamantina Spur Track steigt vom Kiewa River West Branch aus für 4 km an, bevor er etwa 3 km unterhalb des Gipfels auf den South Razorback Track trifft. Der Weg bietet Ausblicke auf den Mount Feathertop, steigt aber steil bis sehr steil an und erfordert einige Kletterarbeit über loses Geröll.

## Berghütten

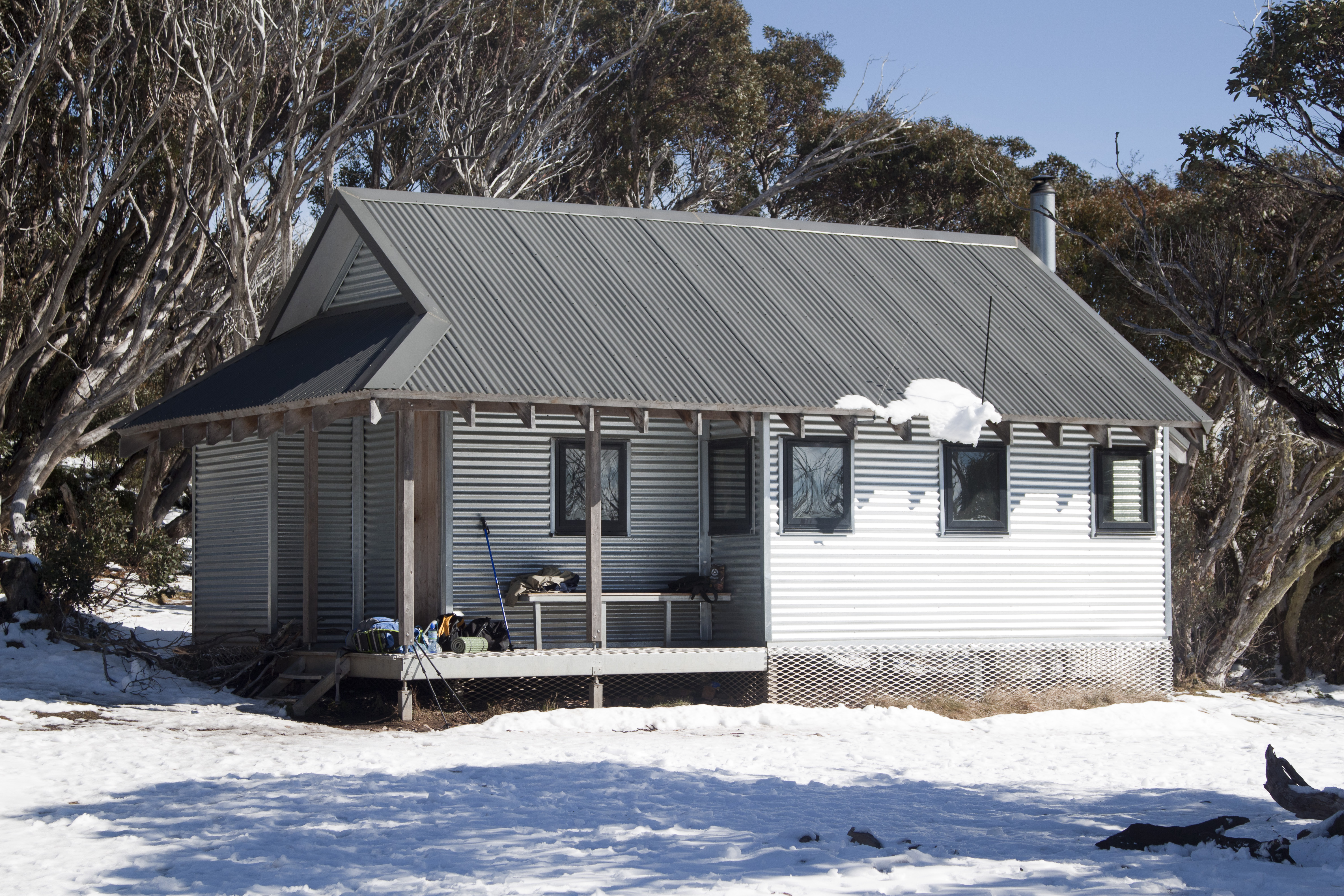
Federation Hut nach Schneefall Anfang Mai

Am Mount Feathertop gibt es zwei intakte Berghütten und Ruinen einiger weiterer Hütten.
Die Federation Hut wurde ursprünglich in den Jahren 1968 / 1969 von der Federation of Victorian Walking Clubs gebaut und liegt an der Baumgrenze am oberen Ende des Bungalow Spur Track beim Little Feathertop. 1988 wurde die Hütte von Ian Stapledon renoviert und mit Holz verkleidet, brannte aber bei den Waldbränden 2003 ab und wurde 2005 von Parks Victoria wieder aufgebaut.
1966 baute der Melbourne University Mountaineering Club eine große Hütte oben am Nordwestgrat. Das Material hierfür wurde vom Straßenende aus über den North Razorback Track herangeschafft. Die Hütte wurde von Peter Kneen, einem Bauingenieurstudenten der Universität Melbourne im letzten Studienjahr, entworfen. Sein Bruder starb 19 Jahre später am Mount Feathertop bei einem Lawinenabgang. Die Hütte hatte ursprünglich ein glänzend-silbernes Äüßeres, wurde dann aber grün gestrichen. Die Hütte hat ein einzigartiges domgleiches Aussehen und bietet einen großen Schlafraum im ersten Stock.
Das Feathertop Bungalow, wo Gäste sommers und winters schlafen und essen konnten, wurde 1925 gebaut, brannte aber während der Buschfeuer in Victoria 1939 nieder und wurde nie mehr aufgebaut. Das Gelände ist vom Bungalow Spur Track aus zu sehen, aber heute gibt es nur noch wenige Überreste des Bungalows.

## Unfälle
Der Tourismusminister von Victoria, Tim Holding, verschwand am 31. August 2009 auf einer Wanderung am Mount Feathertop, die er allein unternahm. 60 Personen suchten noch am Abend des Tages nach ihm, darunter auch Angehörige des Search-and-Rescue-Teams der Polizei, des Bush-Search-and-Rescue-Teams und des staatlichen Notfallteams. Am Morgen des 1. September 2009 wurde er unverletzt aufgefunden. Er gab an, dass er an einem eisigen Hang ausgerutscht und in eine Rinne gerutscht war. Er wusste nicht mehr, wo er war, und die Sicht war schlecht. So wartete er auf Rettung, wobei er eine reflektierende Rettungsdecke für Signale verwendete.
Graeme Nelson, ein 56 Jahre alter Arzt aus Eden im südöstlichen New South Wales, starb am 24. August 2011 auf einer Skiabfahrt mit Freunden durch den Avalanche Gully am Mount Feathertop. Dr. Nelson war auf dem Eis vermutlich abgerutscht und stürzte 700 m über einen eisigen Hang hinunter. Noch bevor seine Bergkameraden zu ihm abgestiegen waren, war er bereits tot.

## Galeriebilder

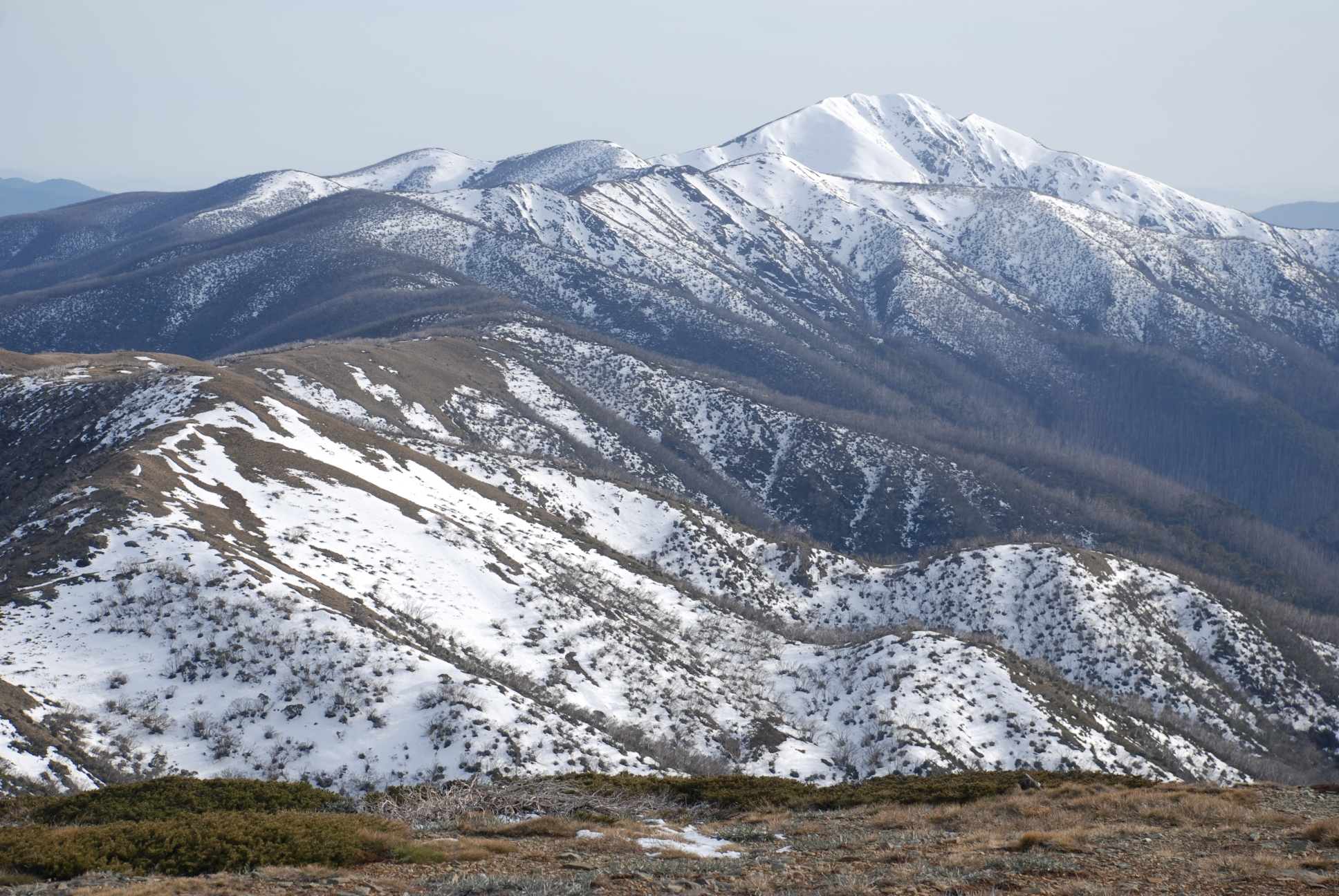
Mount Feathertop und Razorback im Frühjahr
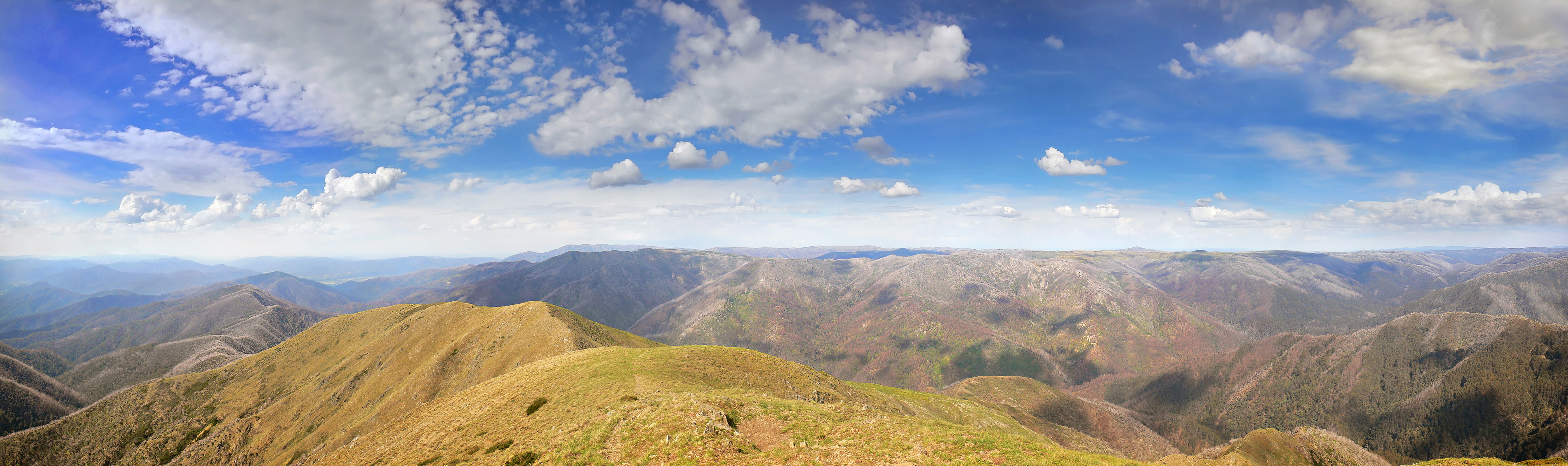
Blick vom Gipfel nach Osten im späten Frühjahr
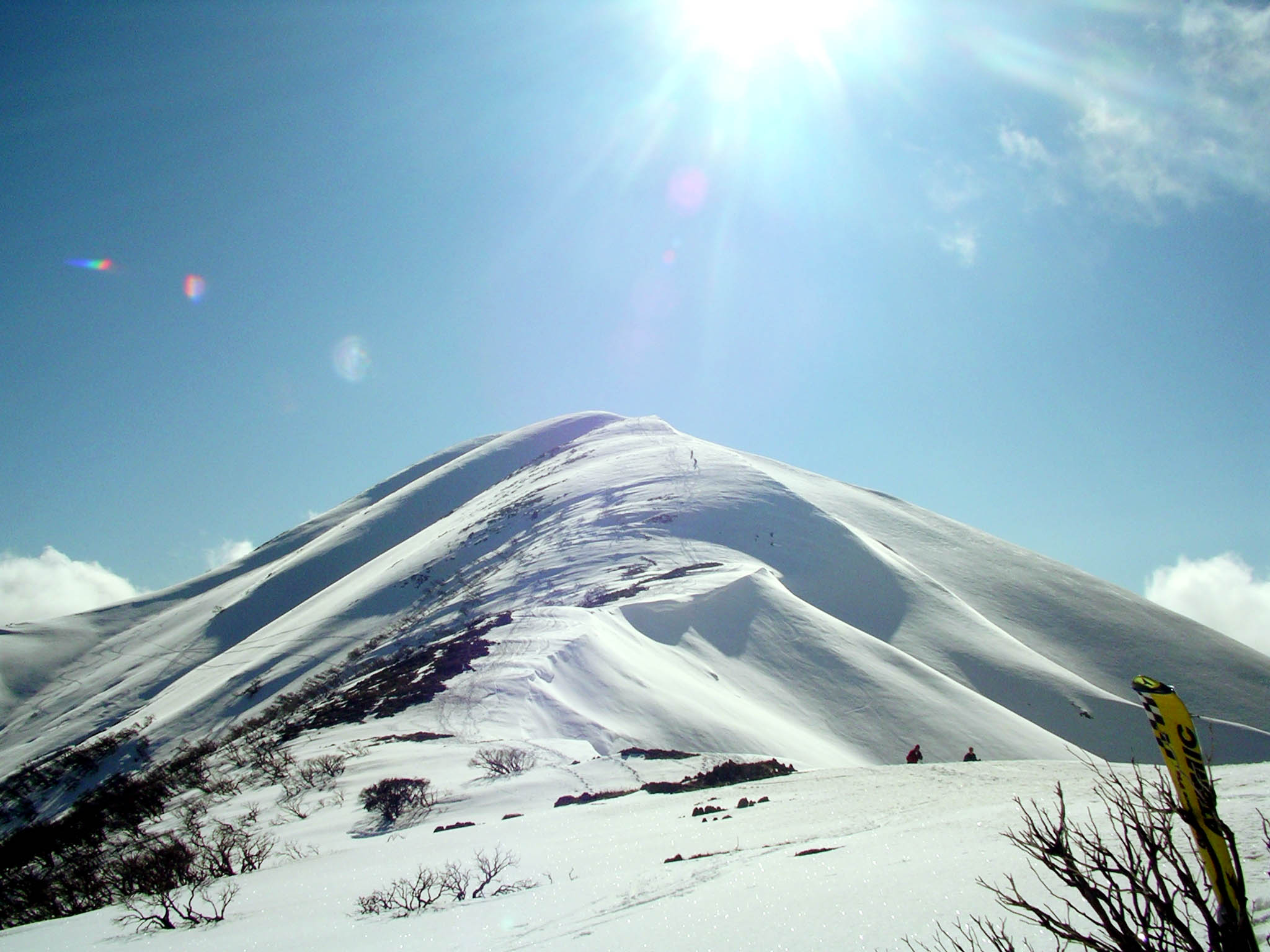
Mount Feathertop vom Sattel im Süden im Vorfrühling
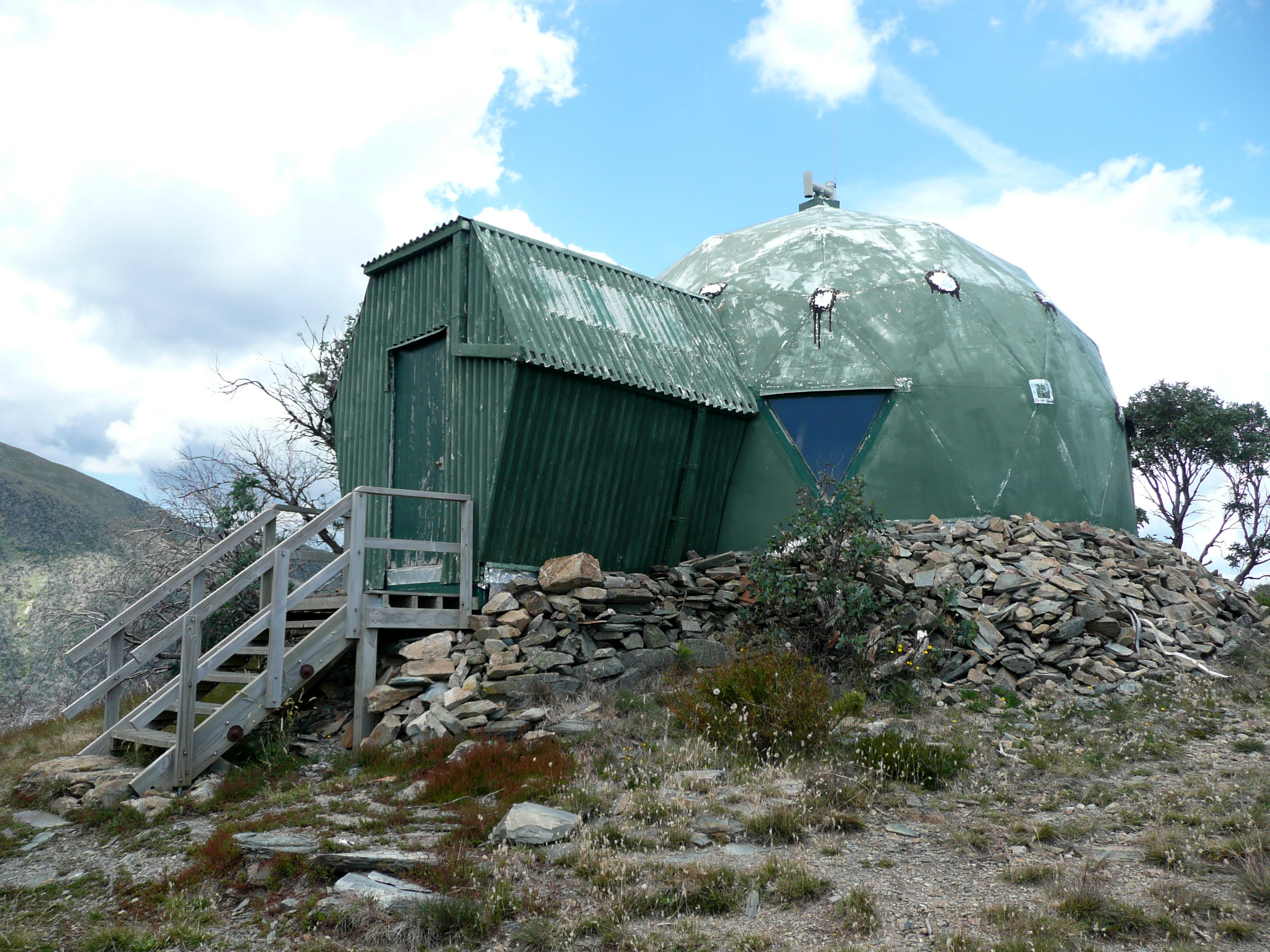
Hütte des Melbourne University Mountaineering Club